# Minnesota Multiphasic Personality Inventory
Az MMPI (Minnesota Multiphasic Personality Inventory) egy kérdőíves típusú, több dimenziós személyiségvizsgáló eljárás. A teszt előnye, egyéb kérdőíves eljárásokhoz hasonlóan, hogy standardizált, statisztikailag feldolgozható, könnyen felvehető és értékelhető. Az értékelés, a számítás és a profilelemzés folyamatában igyekszik a minimálisra csökkenteni a kiértékelő személy szubjektivitásából eredő hibákat. Ezért gyakran illetik a tesztet az "objektív" jelzővel. 
Az MMPI-teszt története 1939-ig követhető vissza, amikor Starke R. Hathaway minnesotai pszichológus és John Charnley McKinley ideggyógyász elhatározták egy olyan hatékony és praktikus eszköz létrehozását, amely hozzájárulna a felnőtt pszichiátriai betegek leíró jellemzéséhez, objektív támpontokat nyújtana a pszichopatológiai állapot súlyosságának a megítéléséhez, valamint lehetővé tenné a terápiás beavatkozás vagy más okok következtében létrejövő állapotváltozások érzékeny regisztrálását. A kérdőíves vizsgálatok sajátos típusába tartozó eszköz kidolgozására 1940 és 1944 között került sor a minnesotai egyetemen. Rutin diagnosztikai eljárásként vezették be. A szerzők személyiség- és attitűdskálák, klinikai beszámolók és esetismertetések, pszichiátriai kézikönyvek és vizsgálati űrlapok, valamint saját klinikai tapasztalataik felhasználásával mintegy 1000 állítást gyűjtöttek össze. Az ismétlődések kiszűrése után megmaradó, tartalmilag a személyes attitűdök, állapotjellemzők és viselkedéses megnyilvánulások széles körét felölelő 504 állítás megfogalmazásában egységesített és lehetőség szerint egyszerűsített változata képezte a tesztkonstrukció kiindulási alapját. Ezután került sor a teszt skáláinak az összeállítására azokból az állításokból, amelyeket különböző betegcsoportok tagjai önmagukra nézve egységesen érvényesnek vagy érvénytelennek ítéltek, különbözve ebben az egészséges vizsgálati mintától. Először a D (depresszió) és  Hd (hipochondriázis) skálák kidolgozására került sor, ezt rövidesen követte további hat klinikai skála összeállítása. Az első tesztre vonatkozó kézikönyvet 1943-ban adta ki Hathaway és McKinley. A teszt rövidesen újabb állításokkal bővült. A Termon-Miles-féle attitűdérdeklődés elemző tesztből vették át azokat a tételeket, amelyek a maszkulin-feminin érdeklődés felmérését célzó Mf skála alapját képezték.  A teszteredmények meghamisítására való törekvés kiszűrésére Harsthorne és May(1928) vizsgálata alapján állították össze az L (hazugság) skálát. A vizsgálati eredmények érvényességének ellenőrzésére további  "validitás-skálák" kidolgozására került sor. A szociális introverzió ( Si) skála kidolgozásával a klinikai alapskálák száma 10-re bővült. Magyarországon a 70-es évek közepén kezdték el alkalmazni a tesztet. A teszt eredeti változata 8 klinikai és 4 validitás skálából állt. 
MMPI-2: Normatív mintán újrastandardizálták a tesztet 1989-ben. Az elavult, régies, bántó, sértő jellegű tételeket átfogalmazták. A mérési tartományt bővítették, mivel az eredeti tesztben nem voltak öngyilkosságra, droghasználatra vonatkozó tételek. 567 igaz/hamis tételt tartalmaz. 10 klinikai skálát és több validitás  és egyéb kiegészítő skálákat. Elkülönítették a serdülő ( MMPI-A) és a felnőtt kérdőívet ( MMPI-2) .
A teszt felvételének ideje körülbelül 1-1,5 óra. A tesztfelvétel kisebb időszakokra megszakítható. Pontozása történhet kézileg vagy számítógép segítségével. Az interpretációt csak képzett szakember végezheti. A standard skálák használatához elegendő az első 370 tétel felvétele. 
Az alap klinikai skálák és jelöléseik
Skálák Jelentés
Hs: Hipochondriázis (32) Magas pontszám az egészséggel és betegséggel kapcsolatos gondolatok túlsúlyát tükrözi 
D: Depresszió (57) Csüggedtségre, apátiára, túlzott érzékenységre, fizikai problémákra és panaszokra vonatkozik 
Hy: Hisztéria (60) Stresszre hisztérikus módon reagálnak
Pd: Pszichopátia (50) Hazudozással, lopással, szexuális promiszkuitással és alkoholabúzussal jellemezhető fiatal nők és férfiak válaszai alapján, bűnözői magatartás, iskolai magaviselet és alkalmazkodás
Mf: Férfiasság-nőiesség (56) Nem valódi klinikai skála
Pa: Paranoia (40) Babonára, üldöztetésre, rigiditásra, álszentségre vonatkozó tételek
Pt: Pszichaszténia (48) Fizikai panaszok, boldogtalanság, szorongás, koncentrációs zavarok, obszesszív
Sc: Szkizofrénia (78) Bizarr gondolatok, társas izoláció, hangulat és viselkedési zavarok,
Ma: Hipománia (46) Grandiozitásra, ingerlékenységre, emelkedett hangulatra, kognitív és viselkedéses túlaktivitásra  vonatkozó tételek 
Si: Szociális introverzió (69) Társas kapcsolatokban szélsőségesen magas vs. alacsony pontszámok